# Live at Montreux 1975
Live at Montreux 1975 ist ein Jazzalbum von Charles Mingus, das am 20. Juli 1975 beim Montreux Jazz Festival mitgeschnitten wurden. Nachdem der Auftritt 2004 zunächst als DVD erschien, wurde der Mitschnitt im Februar 2018 in Form einer Doppel-CD bei Eagle Rock Entertainment veröffentlicht.

## Hintergrund
Im Juli 1975 gastierte Charles Mingus mit seinem damaligen Quintett auf dem Montreux Jazz Festival; der Bassist war in Europa auf Tournee, um seine beiden neuen LPs Changes One & Changes Two vorzustellen, die er im Dezember 1974 für Atlantic eingespielt hatte. Sie bildeten das Repertoire für die Tournee und den Montreux-Auftritt. Mit dem Bassisten Charles Mingus spielten George Adams, Jack Walrath, Don Pullen und Dannie Richmond; hinzu kamen bei zwei Titeln als Gäste Gerry Mulligan (Baritonsaxophon) und Benny Bailey (Trompete).

## Musik des Albums
Die ersten drei Titel des Albums stammen vom Album Changes One, zunächst Devil Blues, eine „raue, feuerspeiende Blues-Nummer mit dem knurrenden Gesang von Adams.“ Es folgt Remembering Rockefeller at Attica, der irrtümlich von Mingus als „Free Cell Block F, 'Tis Nazi U.S.A“ angesagt wurde, möglicherweise weil beide Kompositionen ähnliche Akkordwechsel haben, mutmaßt Marc Myers. Nach Ansicht von Ken Dryden handelt es sich hingegen um den Mingus-Titel Peggy’s Blue Skylight.
Es folgt Sue’s Changes, eine Komposition, die der Bassist für seine damalige Frau Sue Mingus geschrieben hatte. In der Montreux-Version dauerte die Interpretation des Stücks über 33 Minuten, mit einem Pianosolo Don Pullens, einem Trompetensolo von Jack Walrath, einem Bass-Solo von Mingus und einem Schlagzeug-Solo von Dannie Richmond. Goodbye Pork Pie Hat hat ein langsames, schwermütiges Tempo; Benny Bailey und Gerry Mulligan erhielten hier Gelegenheit für ihre Gastbeiträge. Im Kontrast hierzu steht die Adaption eines Ellington-Klassikers, Take the “A” Train von Billy Strayhorn, mit „Baileys scharf-glühender Trompete gegen das sanfte Grummeln von Mulligans Baritonsaxophon zu Don Pullens Piano“.

## Titelliste
- Charles Mingus: Live at Montreux 1975 (Eagle Rock Entertainment)[4]

1. Devil Blues
2. Free Cell Block F, 'Tis Nazi USA
3. Sue’s Changes
4. Goodbye Pork Pie Hat
5. Take The "A" Train (Strayhorn)

- Alle anderen Kompositionen stammen von Charles Mingus.

## Rezeption
Nach Ansicht von Ken Dryden, der das Album in Allmusic mit vier (von fünf) Sternen bewertete, wäre Mingus zwei Jahre, bevor das Lou-Gehrig-Syndrom es ihm unmöglich machte, weiter aufzutreten, in Montreux auf der Höhe seiner Kraft. Mit seiner Band offerierte er ein Programm, das sowohl provokativ wie unterhaltsam sei. Auch wenn das damalige Mingus-Quintett nicht an das Sextett von 1964 heranreichen würde, habe die Musik dieses Konzerts die Zeit gut überdauert.

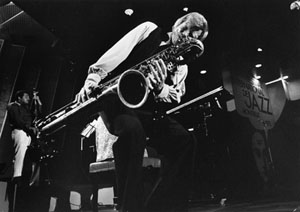
Gerry Mulligan. Fotografie von Erling Mandelmann

Jerry D’Souza schrieb 2005 in All About Jazz über das Video: „Was abläuft, ist ein Konzert, das sofort begeisternd, unterhaltsam und voll purer Emotion ist.“ Mit dem Beginn des Mitschnitts (der Titel „For Harry Carney“ fehlt in der CD-Version) mit „Devil Blues“, in dem George Adams’ die Gelegenheit erhält, „den Blues mit seiner trockenen, kratzenden, ergrauten Stimme zu brüllen“. Mit diesem gut angelaufenen Beginn spiele sich die Band mit Intensität in einen Groove, in dem sie keinen Augenblick verpassen. „Sue’s Changes“ wird schließlich (gegenüber der Studioversion) ausgedehnt; nach „Guss, Bearbeitung, Formgebung“ entstünde mit den verschiedenen Stimmungen „eine enorme Tiefe der Virtuosität. Die Zeit dient hier dazu, auf dem Amboss schlüssiger Improvisation ein weiteres Meisterwerk zu formen.“ Auch mit dem Hinzukommen von Gerry Mulligan und Benny Bailey in den beiden letzten Nummern entstehe großartige Musik; Mulligan liefere „einen plätschernden Wasserlauf an Ideen“ im Austausch mit Mingus. Benny Baileys Solos seien feurig und gäben der Musik einen brodelnden Beat.
George W. Harris schrieb 2018 in Jazz Weekly, der Mitschnitt von Charles Mingus’ letzter großartiger Band sei eine tolle Ergänzung jeder Plattensammlung. Die Gruppe aus Don Pullen, George Adams, Jack Walrath und Dannie Richmond wäre der perfekte Mix aus Swing und Freiheit, und mit den Gästen Gerry Mulligan und Benny Bailey war der Abend voller Abenteuer. Nach der Eröffnungsnummer „Devil Blues“, mit einem George Adams, der growle wie Straßenprediger, sei das folgende „Free Cell Block F, ‘Tis Nazi USA“ ein herrlich texturiertes Stück mit Pastelltönen und Impressionismen. Der Höhepunkt sei die 33-minütige Fassung von „Sues Changes“, in der die Band Stimmungen schuf, die vom sublimen Swing bis zu einer Lawine aus Chaos reichen, bei der Pullens Pianospiel zwischen schrillem Swing und einem Fall durch einen Fahrstuhlschacht drehe. Mit Mulligan und Bailey liefere die Band eine liebenswürdige Version von „Goodbye Pork Pie Hat“.
Marc Myers lobte die Veröffentlichung und schrieb, „die Musik klingt so gut, als ob sie im Studio aufgenommen wäre. Die Klangqualität ist fantastisch und der Applaus wurde auf ein Minimum reduziert.“